# Fremdstromanode
Der Einsatz von Fremdstromanoden ist eine Methode zur Verhütung von Korrosion (bekanntestes Beispiel ist die Rostbildung) bei Bauwerken, Rohren und Behältern aus Stahl oder anderen Metallen.
Korrosion ist ein elektrolytischer Vorgang mit dem Transport elektrischer Ladungen. Indem zwischen dem korrosionsgefährdeten Material und der Fremdstromanode eine elektrische Spannung angelegt wird, die dem Elektrodenpotential entgegengesetzt gepolt ist, kann der korrosive Materialabtrag wirksam unterbunden werden. Im Gegensatz zu einer Opferanode wird bei diesem Verfahren auch an der Anode kein Material abgetragen.

## Arbeitsweise
Fremdstromanlagen werden mit Gleichspannung betrieben, die von einem Netzteil bereitgestellt wird. Dabei werden verbunden:
- der negative Pol (elektrische Masse) der Stromquelle über seinen Masseanschluss mit dem zu schützenden Metall
- der positive Pol mit der Fremdstromanode.[1][2]

Am Netzteil wird die Spannung zwischen Fremdstromanode und Schutzobjekt per Hand oder Automatik eingestellt. Daraus ergibt sich der jeweilige Schutzstromeffekt.
Daher benötigen Fremdstromanoden anders als Opferanoden kein negatives Redoxpotential gegenüber dem zu schützenden Werkstoff. Stattdessen wird das Potential an der Grenzfläche in der Umgebung der Fremdstromanode durch den kathodischen Schutzstrom in negativer Richtung verschoben. Wird ein bestimmter Potentialwert erreicht, so wird der Korrosionsabtrag des Schutzobjekts technisch vernachlässigbar klein.

## Kosten
Für emaillierte Warmwasserspeicher bis 1000 Liter Volumen beträgt die Leistungsaufnahme eines Netzteiles für die Fremdstromanoden z. B. etwa 3 Watt; der jährliche Strombedarf beträgt somit etwa 26 Kilowattstunden. Im Handel sind komplette Bausätze aus Anode, Kabeln und Netzteil erhältlich. Die Kosten werden durch Wegfall der Wartung mehr als kompensiert.

## Einsatzbeispiele
- im Erdreich:
  - Rohrleitungen, insbesondere Öl-Pipelines
  - Tanks und ähnliche Behälter
- Bauwerke
  - aus Stahl, z. B. Brücken
  - aus stahlarmiertem Beton
- Schiffsrümpfe.